# Arnolt-Bristol
Der Arnolt-Bristol war ein zweisitziger Sportwagen aus den 1950er-Jahren britisch-italienischen Ursprungs. Arnolt verband das Chassis und die Antriebstechnik von Bristol mit einem von Bertone entworfenen und hergestellten Aufbau. Das Fahrzeug wurde in mehreren Karosserieversionen angeboten und vornehmlich in den Vereinigten Staaten verkauft.

## Hintergrund
Die Initiative zur Entwicklung des Arnolt-Bristol ging auf den amerikanischen Geschäftsmann Stanley H. „Wacky“ Arnolt zurück. Sein in Chicago, Illinois, ansässiges Unternehmen S.H. Arnolt Inc. importierte nach dem Zweiten Weltkrieg europäische Sportwagen wie Aston Martin, MG und Bristol. 1953 ging Arnolt eine Verbindung mit dem italienischen Karosseriehersteller Bertone ein. Bertone produzierte in Arnolts Auftrag den Arnolt Continental Sportster (auch als Arnolt-MG bekannt), einen zweitürigen, als Coupé und in offener Version angebotenen Sportwagen. British Motor Corporation lieferte die Plattform (Fahrgestell, Fahrwerk und Antriebsstrang) des MG-TD Roadster, Bertone baute die moderne, von Giovanni Michelotti entworfene Pontonkarosserie. Geplant war eine Produktion von 200 Fahrzeugen. Tatsächlich entstanden nur 103 Autos, da MG ab Anfang 1954 keine Fahrgestelle mehr lieferte.
Nach der Produktionseinstellung des MG-Arnolt bemühte sich „Wacky“ Arnolt um die Entwicklung eines Nachfolgers mit vergleichbarer Konzeption, das heißt mit britischer Antriebstechnik und italienischer Karosserie. Vermittelt durch Bristols Verkaufsleiter James Watt, fiel Arnolts Wahl auf das Chassis des Bristol 404, eines 1953 vorgestellten hochpreisigen Sportwagens, mit dem erstmals der Begriff „Gentleman's Express“ assoziiert wurde. Wieder gestaltete Bertone die Karosserie und baute das Fahrzeugs auf. „Wacky“ Arnolt hatte 1953 im Hinblick auf die Produktion des Arnolt-MG in Bertones Karosseriewerk erheblich investiert und war zwischenzeitlich dessen Vizepräsident geworden.
Wie bereits der Arnolt-MG, wurde auch dieses Modell in erster Linie in den USA verkauft. Arnolt legte Wert darauf, den Arnolt-Bristol auf dem amerikanischen Markt zu einem niedrigeren Preis anzubieten als den serienmäßigen Bristol 404. Dies gelang ihm: Angesichts einiger technischer Modifikationen, vor allem aber wegen der preisgünstigen Herstellung der italienischen Karosserien lag der Verkaufspreis je nach Aufbauform zwischen 20 und 25 Prozent unter dem des 404. Nur einzelne Exemplare des Arnolt-Bristol fanden europäische Käufer. Einige Fahrzeuge fanden bei Automobilrennen Verwendung. Einen Nachfolger gab es nicht.

## Technik des Arnolt-Bristol
Arnolt-Bristol basierte auf dem „rolling chassis“ des Bristol 404, das seinerseits eine verkürzte Ausführung von Bristols Standardchassis war. Diese Plattform, die Bristol seit 1946 und in modifizierter Form bis 2011 im Bristol Blenheim  verwendete, ging auf den BMW 326 von 1936 zurück. 
Bristol modifizierte das Chassis des 404 für den Arnolt-Bristol nur geringfügig. Die Änderungen waren zumeist auf Arnolts Anliegen zurückzuführen, das fertige Auto möglichst preisgünstig anzubieten. So installierte Bristol anstelle des aufwendigen Bremssystems des 404 die einfacheren, preiswerteren Bremsen des Bristol 403; auch die Gangschaltung entsprach der des 403.
Als Antrieb diente der 2,0 Liter große Reihensechszylindermotor vom Typ 100C, der auch im Bristol 404 verfügbar war. Er leistete 130 PS.
Die Kraftübertragung erfolgte über ein von Hand geschaltetes Vierganggetriebe, das mit dem des 404 identisch war.

## Karosserie

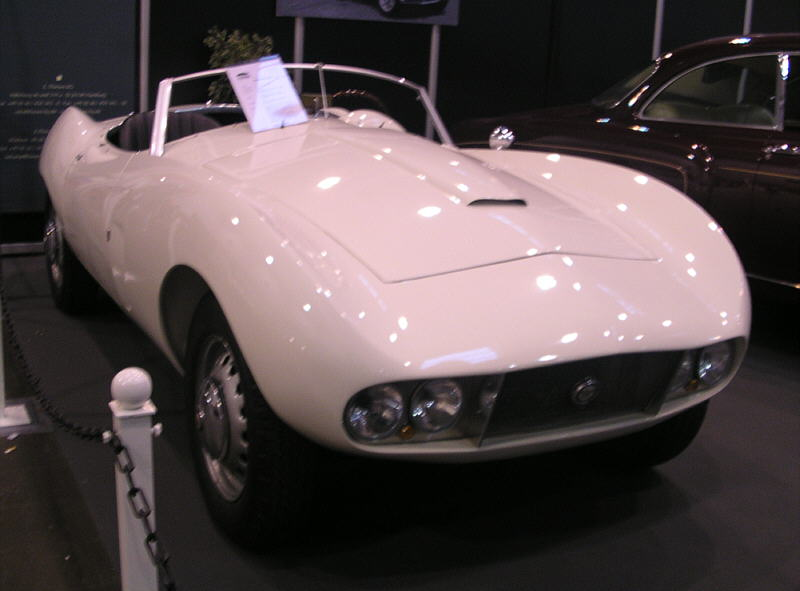
Arnolt-Bristol De Luxe

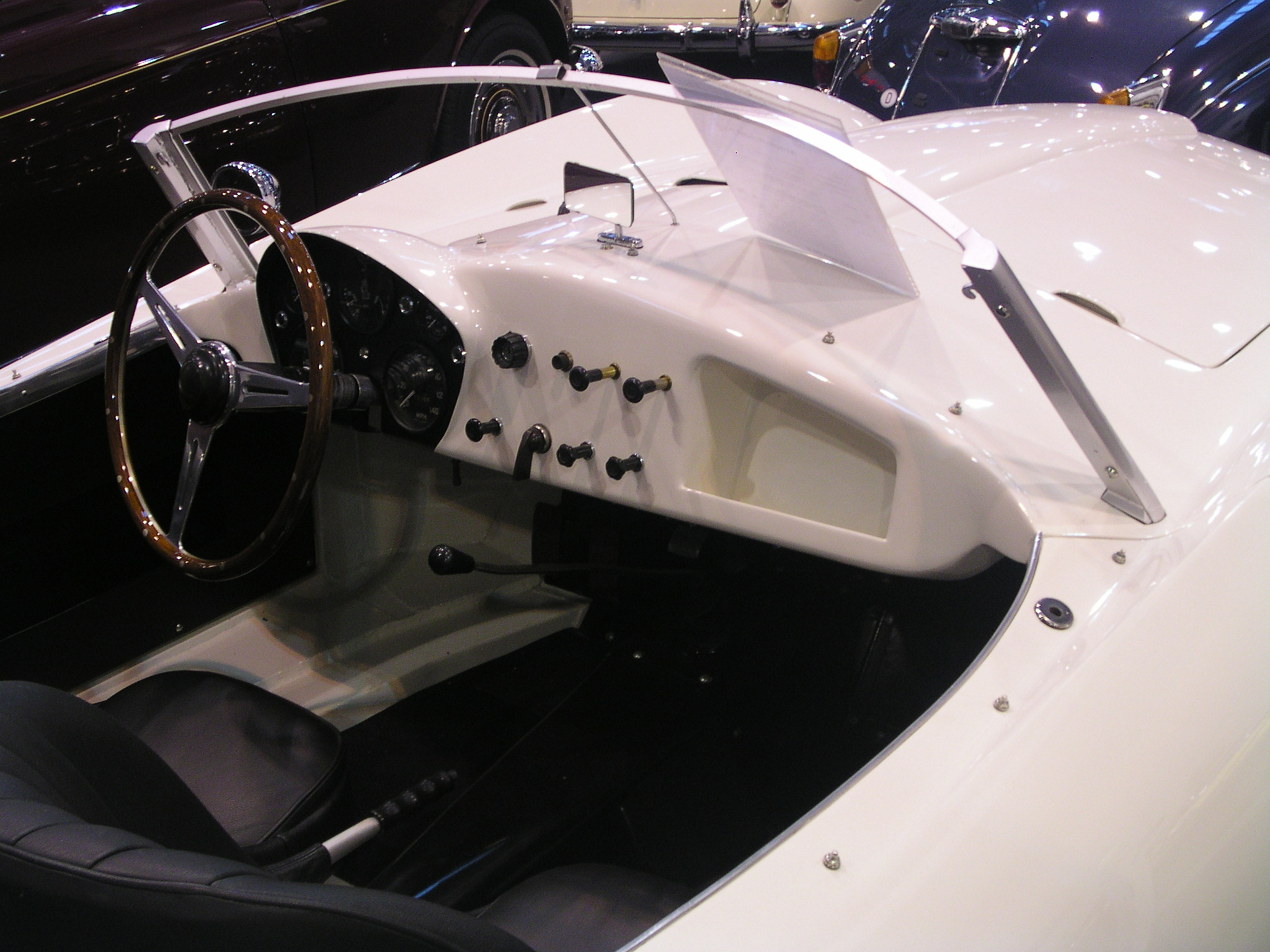
Interieur des Arnolt-Bristol De Luxe

Die Karosserie des Arnolt-Bristol entwarf Franco Scaglione für die Carrozzeria Bertone. Der Entwurf erinnerte in einigen Details an Scagliones Alfa Romeo BAT-Modelle und nahm zugleich im Bereich der Frontpartie die Gestaltung des zukünftigen Chevrolet Corvette C3 vorweg. Die Frontpartie war stark gewölbt. Die große Bauhöhe des Motors zwang zu einer Wölbung in der Mitte der Motorhaube; zusätzliche Höhe wurde durch eine Lufthutze erreicht. Die Kotflügel waren geschwungen. An der Frontpartie gab es eine ovale Öffnung für die Scheinwerfer; in der Mitte befand sich ein vergitterter Kühlergrill.
Der Aufbau wurde aus Stahlblech gefertigt. Die anfänglich geplante Aluminiumkarosserie wurde im Hinblick auf die Reparaturfreudigkeit und in der Einschätzung verworfen, dass amerikanische Werkstätten mit Stahl besser umgehen konnten als mit dem vergleichsweise schwerer zu bearbeitenden Aluminium. Lediglich die Motorhaube und die Kofferraumklappe bestanden aus Aluminium.
Der Arnolt-Bristol war in vier Karosserieversionen lieferbar:
- Die einfachste Ausführung war die Wettbewerbsversion mit der Bezeichnung Competition. Anstelle einer herkömmlichen Windschutzscheibe hatte das Auto lediglich einen niedrigen vorderen Windabweiser. Der Wagen hatte keine Stoßstangen, kein Verdeck und eine vereinfachte Innenausstattung.

- Davon abgeleitet war der als The Bolide bezeichnete Sportwagen. Er glich äußerlich dem Competition-Modell, hatte aber ein Stoffverdeck.

- Besser ausgestattet war die De Luxe-Version, mit herkömmlichen Stoßstangen, lederbezogenen Sitzen sowie einem umfangreich bestückten Armaturenbrett.

- Mit Beginn des amerikanischen Modelljahres 1956 bot Arnolt schließlich eine Coupé-Version mit erhöhtem Dach, manuell zu versenkenden Seitenscheiben und einem Fließheck. Zum Lieferumfang des technisch unveränderten Fahrzeugs gehörten komfortablere Sitze und Speichenräder von Borrani. Das Coupé war die schwerste und zugleich teuerste Ausführung des Arnolt-Bristol.[8]

## Produktion
Die Arbeiten am Prototyp begannen im Frühjahr 1953. Im Mai 1953 hatte Bristol das erste Chassis fertiggestellt, das Ende des Monats bei Bertone in Turin eintraf. Bertone benötigte drei Monate, um das Chassis mit einer Karosserie im Stil des Bolide auszustatten. Im Herbst 1953 wurde das komplette Fahrzeug nach Großbritannien zurückgebracht, wo es eingehenden Tests unterzogen wurde. Ein weiteres Chassis, das mit einer De Luxe-Karosserie ausgestattet war, wurde Anfang Oktober 1953 fertiggestellt. Bristol zeigte beide Versionen erstmals öffentlich auf der Earls Court Motorshow im späten Oktober 1953 auf seinem Stand.
Die Serienproduktion begann im Januar 1954 und endete im Dezember 1959. 
Der Herstellungsprozess war auf unterschiedliche Standorte verteilt. Bristol stellte in seinem Werk in Filton das fahrbereite Chassis her, das bereits mit dem Motor versehen war. Von dort aus wurde das Chassis per Bahn nach Turin transportiert, wo Bertone die Karosserie hinzufügte. Von Italien aus wurden die kompletten Fahrzeuge zu Arnolt nach Chicago verschifft.
Bis 1959 entstanden 142 Exemplare des Arnolt-Bristol. Sechs Chassis wurden als Coupés eingekleidet. Elf Fahrzeuge wurden vor der Auslieferung an die Kunden bei einem Feuer in Arnolts Lagerhalle in Chicago, ein weiteres bei dem Feuer beschädigtes Auto wurde später wieder aufgebaut.
Der Abverkauf der letzten Fahrzeuge zog sich bis in die frühen 1960er-Jahre hin. Das vorletzte Fahrzeug wurde 1963 und das letzte, optisch leicht modifizierte Exemplar 1968 verkauft.

## Fahrleistungen
Der Arnolt-Bristol wurde mehrfach von amerikanischen Automobilzeitschriften getestet. Eine ausführliche Erprobung unternahm die Zeitschrift Sports Cars Illustrated im Frühjahr 1956. Die Tester lobten das Handling des Wagens und waren der Ansicht, dass der Arnolt-Bristol das „vielleicht beste Fahrverhalten aller bisher getesteten Autos“ hatte. Für das Competition-Modell ermittelten sie eine Höchstgeschwindigkeit von 112 Meilen pro Stunde. Die Beschleunigung von 0 auf 60 Meilen pro Stunde erfolgte innerhalb von 8,7 Sekunden, 100 Meilen pro Stunde waren nach 27,9 Sekunden erreicht. Besonders gelobt wurde das Bremsverhalten: Die Bremsen zeigten auch nach mehreren Vollbremsungen kein Fading.

## Nachfolger
Seit 1955 arbeiteten Bristol-Ingenieure an Nachfolgern für die zeitgenössischen Modelle. Die Projekte trugen die Bezeichnungen 220 und 225. Bei dem Projekt 225 handelte es sich um ein kurzes Chassis für einen Sportwagen, der im gleichen Segment angesiedelt war wie der Arnolt-Bristol und nach Vorstellungen des Bristol-Managements dessen Nachfolger hätte werden können. Bristol stellte mehrere 225-Chassis her. Ein Chassis wurde mit einer offenen Speedster-Karosserie versehen, deren Urheber unbekannt ist. Die Kombination aus Chassis und Aufbau erhielt die inoffizielle Bezeichnung The Bullet („das Geschoss“). Sie wurde „Wackie“ Arnolt vorgeführt, fand allerdings nicht dessen Zustimmung. In der Folgezeit gab Bristol die Arbeit an den Projekten 220 und 225 auf. The Bullet blieb für mehrere Jahre ungenutzt im Werk. Er wurde 1969 für Testzwecke mit einem 6,3 Liter großen Achtzylindermotor von Chrysler ausgestattet und 1999 aufwändig restauriert. Der Prototyp war das Vorbild für den von 2002 bis 2011 produzierten Sportwagen Bristol Blenheim Speedster.

## Marktlage heute
Arnolt-Bristols sind exklusive Oldtimer, die nur selten auf dem Markt angeboten werden. Die geforderten Preise sind regelmäßig sechsstellige Euro-Beträge. Im Dezember 2012 wurde in Großbritannien ein Bolide in gutem Zustand für 225.000 £ zum Verkauf angeboten; das Werk offerierte im Februar 2013 einen restaurierungsbedürftigen Bolide für 90.000 £.